# Kufstein vára
Kufstein vára (németül: Festung Kufstein) egy vár és erőd Ausztriában, Tirol tartományban, Kufstein városában.
A vár 606 méter tengerszint feletti magasságával jó 100 méterrel emelkedik a város fölé. A várba legegyszerűbben a Römerhofgasséról gyorsfelvonóval lehet feljutni.
A fő részeivel a város irányába fordult erődítmény hatalmas Kaiserturmján (Császártornyán) kívül láthatók még a Bürgerturm (Polgárok tornya), Rondella (Körbástya), Fuchhsturm (Rókatorony) masszív épületei is. 
A kitűnő állapotban lévő épületegyüttes várjellege 1822-ben szűnt meg. A Császár torony a 18-19. században börtön volt, főleg a Habsburgok ellen harcoló politikai foglyok börtöne volt – köztük sok magyaré is – illetve egyéb főbenjáró bűnökért elítélt rabok kerültek ide. Többek között itt raboskodott Kazinczy Ferenc és a magyar jakobinus mozgalom néhány tagja, az 1848–49-i szabadságharc több tisztje, valamint Rózsa Sándor betyár, Leövey Klára pedagógus és Teleki Blanka grófnő is, szintén a 48-as forradalommal kapcsolatos tevékenységükért.
A várban helyezték el a Heimatmuseum gazdag gyűjteményét is. A Bürgerturm kincse és művészi ékessége az első világháborúban elesett hősök emlékére 1931-ben felállított Heldenorgel (Hősök orgonája). A 26 regiszteres, 1813 sípos remekhangú orgona zenéje a torony nyitott ablakán keresztül 15 km távolságra is elhallatszik, s minden délben meg is szólaltatják és június 15 és szeptember 15 között este 6 órakor is játszanak rajta.

## Képek

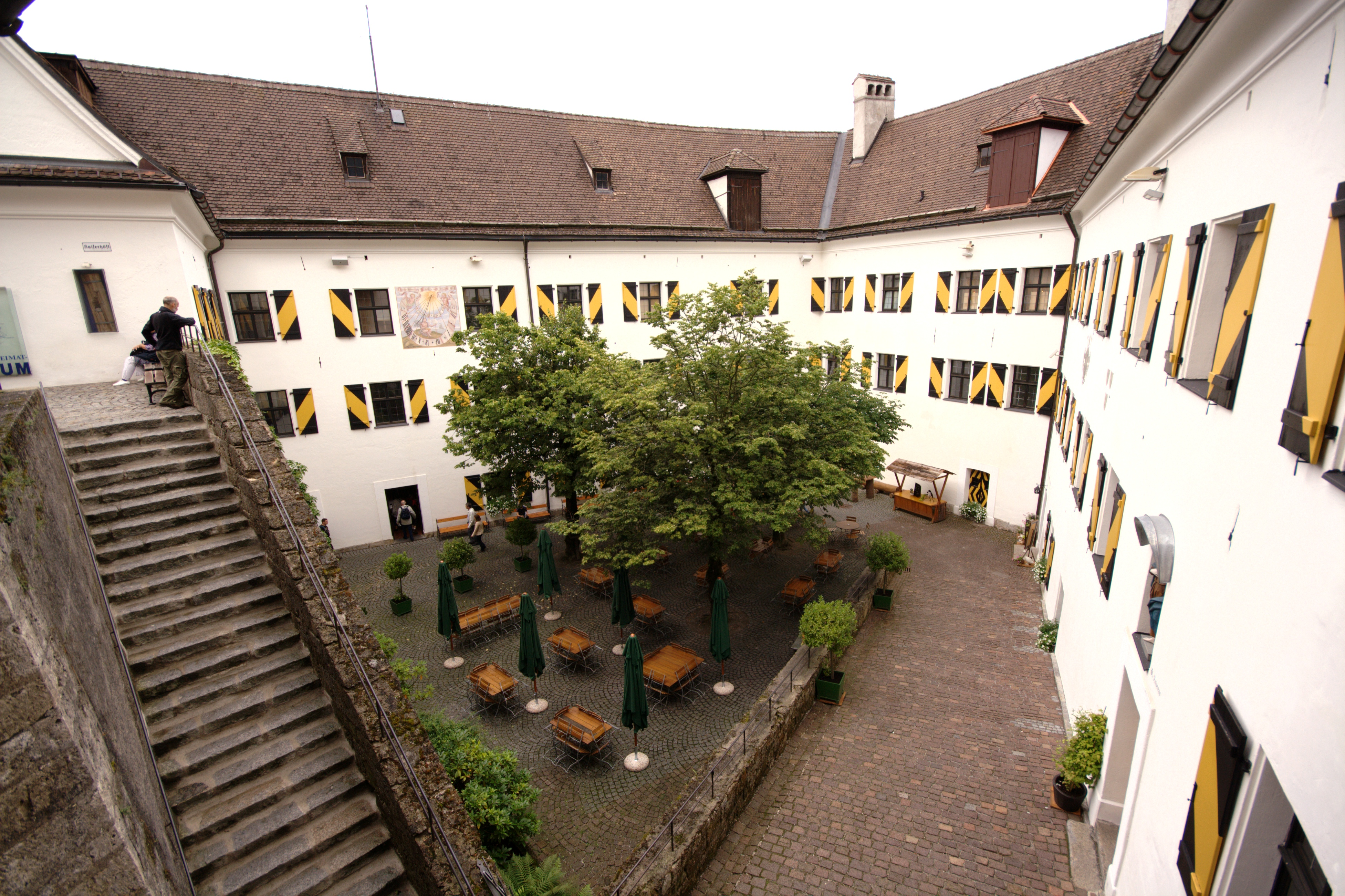
A Császár-torony
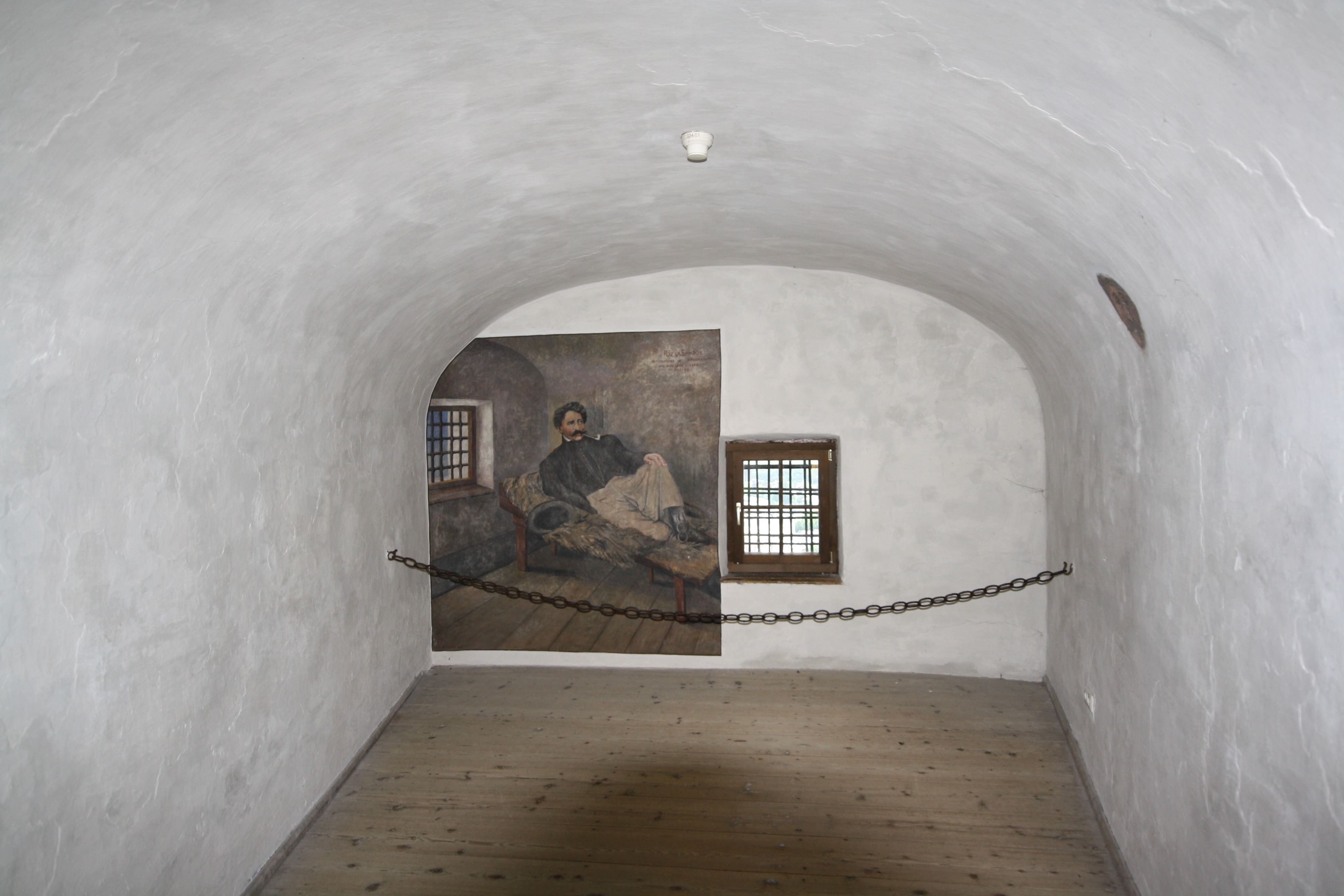
Rózsa Sándor cellája